# Notodonta uruparius
Notodonta uruparius är en fjärilsart som beskrevs av Felix Bryk 1942. Notodonta uruparius ingår i släktet Notodonta och familjen tandspinnare. Inga underarter finns listade i Catalogue of Life.